# Kaunakes

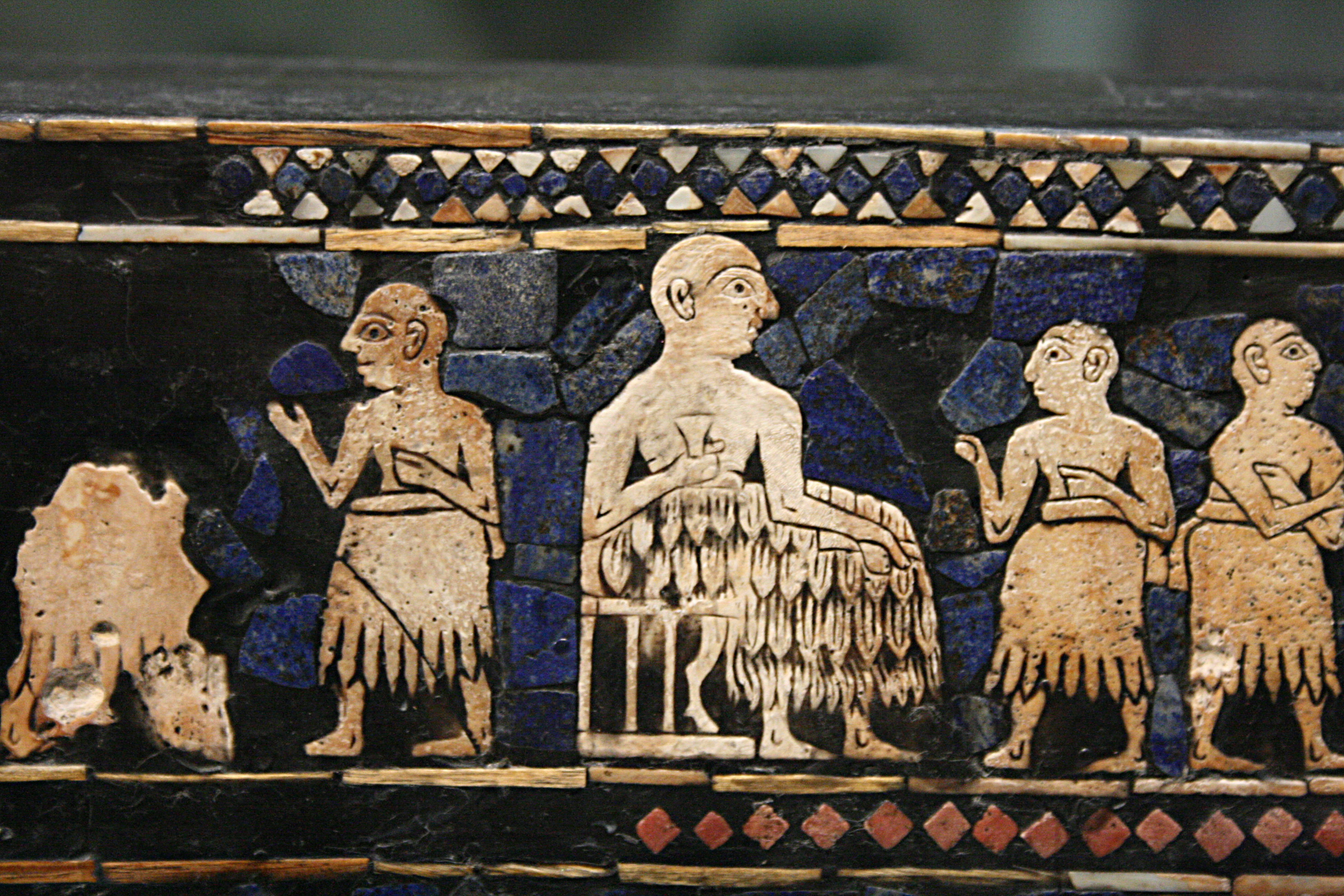
Particolare dello Stendardo di Ur. Il sovrano indossa un kaunakes, mentre i sudditi vestono indumenti più semplici

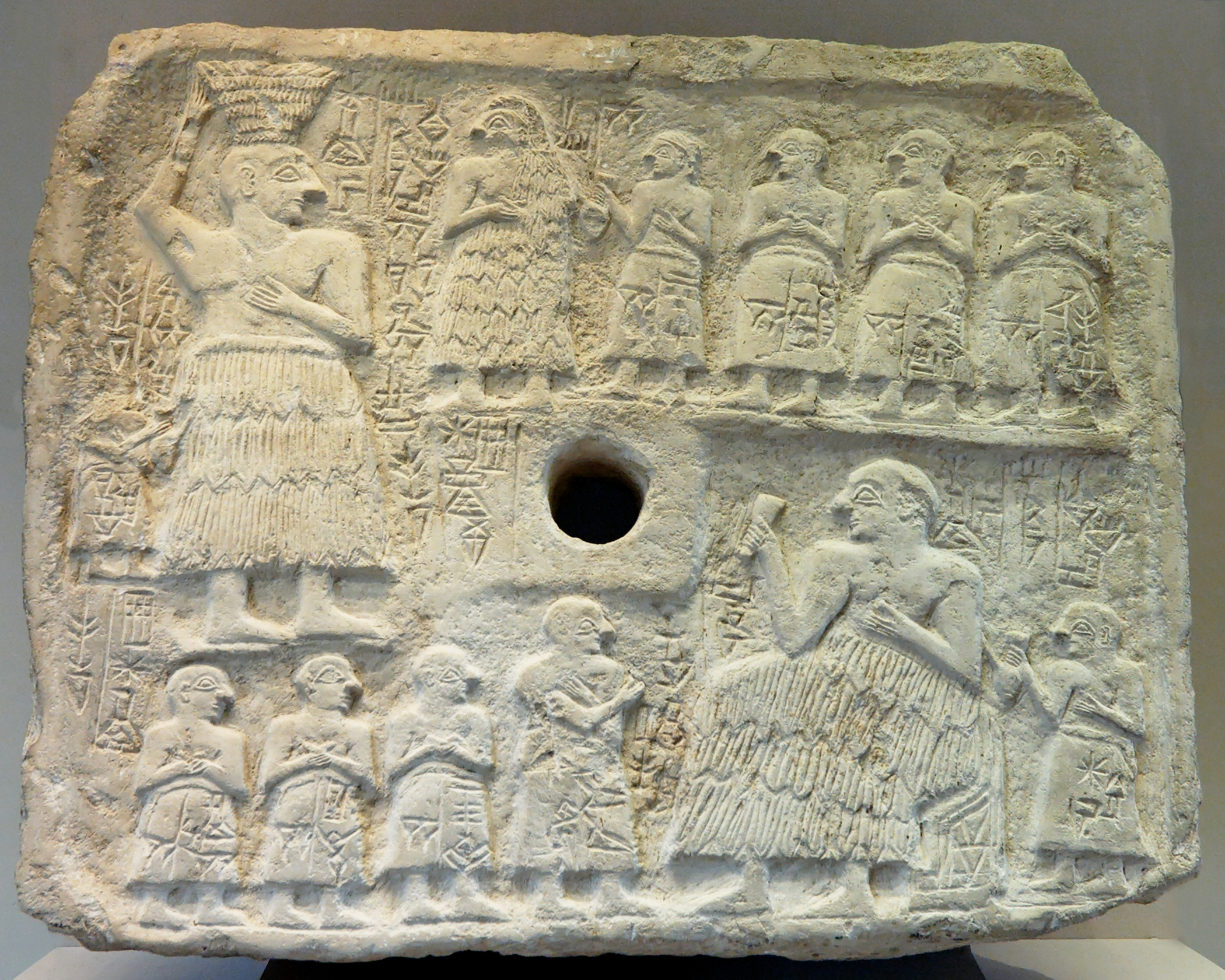
Il re Ur-Nanshe di Lagash raffigurato con il kaunakes

Il kaunakes (o kaunace) era un indumento mesopotamico, consistente in un tessuto in lana a trama lunga, trapuntato in modo da imitare nella tessitura le ciocche del vello di capra o di pecora. Era molto usato in epoca sumerica.
Il nome kaunakes fu dato all'abito dagli antichi Greci.
Veniva prodotto cucendo matasse di lana su un fondo di tessuto, oppure annodandole (con una tecnica simile a quella utilizzata in seguito per produrre i tappeti), forse seguendo dei rituali per conferire valore spirituale al tessuto.
Veniva utilizzato in lunghe pezze rettangolari che venivano avvolte a spirale attorno al corpo, sopra una tunica. Questa gonna a balze era un privilegio della nobiltà e dell’esercito, mentre si suppone che il popolo vestisse un indumento simile ma più sobrio, confezionato con pellame ovino tosato oppure con un tessuto basico sprovvisto di ciocche voluminose. Un esempio chiaro di questo indumento è dato dallo Stendardo di Ur, datato circa al 2400 a.C., nel quale sono illustrati in modo esauriente gli indumenti della società sumera, e in particolar modo di agricoltori, pescatori, musici e soldati.